# هانس براندنر
هانس براندنر (آلمانی: Hans Brandner؛ زادهٔ ۱۹ فوریهٔ ۱۹۴۹) لژسوار اهل آلمان است. وی از اوایل دهه ۱۹۷۰ تا اوایل دهه ۱۹۸۰ برای آلمان غربی رقابت می‌کرد. او در سه المپیک زمستانی شرکت کرد، در سال ۱۹۷۶ در اینسبروک مدال نقره دو نفره مردان را به دست آورد.